# مریم آچاک
مریم آچاک (زادهٔ ۱۵ بهمن ۱۳۲۵) شمشیرباز ایرانی است. او در رقابت‌های فردی و تیمی فلوره در بازی‌های المپیک تابستانی ۱۹۷۶ به همراه گیتی محبان، مهوش شفاعی و ژیلا الماسی شرکت داشت. شمشیربازی زنان در المپیک مونترال فقط در اسلحه فلوره برگزار شد. مهوش شفایی ۲۰ ساله، گیتی محبان ۲۶ ساله، ژیلا الماسی ۲۲ ساله و مریم آچاک ۲۹ ساله بانوان شمشیرباز اعزامی به المپیک مونترال بودند که بدون کسب عنوان به ایران بازگشتند. مریم آچاک ۲۹ ساله با تجربه‌ترین عضو تیم بود. او فقط در رقابتهای تیمی بازی کرد و توانست دو پیروزی کسب کند. ایران با شکست ۱۱–۵ مقابل آمریکا به کار خود در این مسابقات خاتمه داد.
در بازی‌های آسیایی ۱۹۷۴ تهران، مهوش شفاعی، گیتی محبان، ژیلا الماسی، مریم شریعت‌زاده و مریم آچاک تیم تیم شمشیربازی زنان ایران را تشکیل می‌دادند. این تیم توانست اولین مدال طلای ورزش زنان ایران در مسابقه‌ای معتبر و بین‌المللی را کسب کنند.
وی پس از المپیک و انقلاب ۱۳۵۷ مدتی در رشته والیبال به فعالیت پرداخت و سپس در استان اصفهان در تیم‌های شمشیربازی مربی‌گری می‌کند. وی پیش از انقلاب در رشته‌های دوی سرعت دو و میدانی نیز در سطح تیم‌ملی فعال بوده‌است.